# Sárgaszárnyú feketecsiröge
A sárgaszárnyú feketecsiröge (Agelasticus thilius) a madarak osztályának verébalakúak (Passeriformes) rendjébe, azon belül a csirögefélék (Icteridae) családjába tartozó faj.
Magyar neve forrással nincs megerősítve.

## Rendszerezése
A fajt Juan Ignacio Molina chilei ornitológus írta le 1782-ben, a Turdus nembe Turdus Thilius néven. Sorolták az Agelaius nembe Agelaius thilius néven is.

## Alfajai
- Agelasticus thilius alticola (Todd, 1932)
- Agelasticus thilius petersii (Laubmann, 1934)
- Agelasticus thilius thilius (Molina, 1782)[2]

## Előfordulása
Dél-Amerikában, Argentína, Bolívia, Brazília, Chile, Paraguay, Peru és Uruguay területén honos. A természetes élőhelye sós mocsarak, édesvizű folyók, patakok és mocsarak környéke, valamint legelők és szántóföldek. Vonuló faj.

## Megjelenése
A hím átlagos testhossza 17,9 centiméter, átlagos testtömege 33,5 gramm, a tojóé 28,8 gramm.
|  |

## Életmódja
Rovarokkal és magvakkal táplálkozik.